# Dębica (gmina wiejska)
Dębica – gmina wiejska, leżąca obok miasta Dębica, w województwie podkarpackim, w powiecie dębickim. Przed 1945 rokiem teren obecnej gminy należał do województwa krakowskiego, po zakończeniu II wojny światowej weszła w skład nowo utworzonego województwa rzeszowskiego. W latach 1975–1998 gmina administracyjnie należała do województwa tarnowskiego. 
Siedziba Urzędu Gminy znajduje się na terenie miasta Dębica.
Według danych z 31 grudnia 2005 gminę zamieszkiwało 24 282 osób, czyniąc ją trzecią pod względem ludności gminą wiejską w Polsce (po gminach Chełmiec i Długołęka).
Według danych z 31 grudnia 2019 roku gminę zamieszkiwało 25 849 osób.

## Struktura powierzchni
Według danych z roku 2002 gmina Dębica ma obszar 137,62 km², w tym:
- użytki rolne: 60%
- użytki leśne: 29%

Gmina stanowi 17,73% powierzchni powiatu.

## Demografia

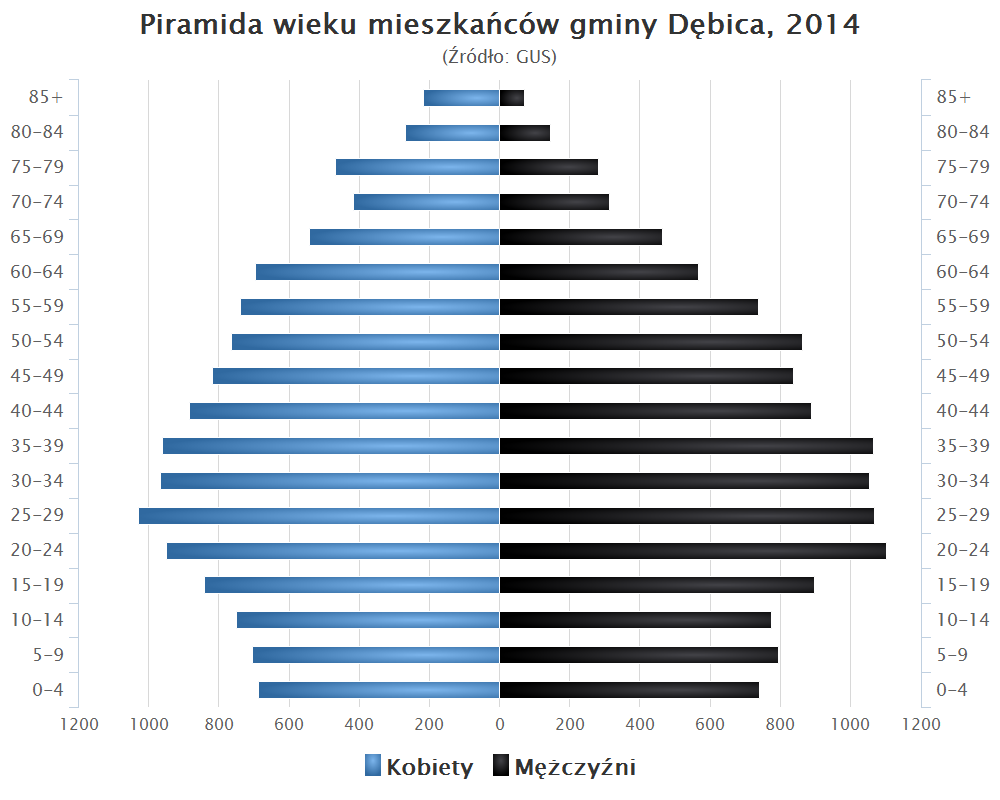
Piramida wieku mieszkańców gminy Dębica w 2014 roku

Dane z 30 czerwca 2004:
| Opis                              | Ogółem | Ogółem | Kobiety | Kobiety | Mężczyźni | Mężczyźni |
| --------------------------------- | ------ | ------ | ------- | ------- | --------- | --------- |
| jednostka                         | osób   | %      | osób    | %       | osób      | %         |
| populacja                         | 23 767 | 100    | 11 973  | 50,4    | 11 794    | 49,6      |
| gęstość zaludnienia (mieszk./km²) | 172,7  | 172,7  | 87      | 87      | 85,7      | 85,7      |

## Sołectwa
Braciejowa, Brzeźnica, Brzeźnica Wola, Głobikowa, Gumniska, Kędzierz, Kochanówka, Kozłów, Latoszyn, Nagawczyna, Paszczyna, Podgrodzie, Pustków-Wieś, Pustków-Krownice, Pustków-Osiedle, Pustynia, Stasiówka, Stobierna, Zawada.

## Sąsiednie gminy
Brzostek, Czarna, miasto Dębica, Ostrów, Pilzno, Przecław, Ropczyce, Żyraków